# Agustín Herrero Muñoz
Agustín Herrero Muñoz (Chiclana de la Frontera, 1916-Chiclana de la Frontera, 19 de enero de 1996) fue un agricultor, militar y político español del partido independiente. Último alcalde de Chiclana en la dictadura franquista, cargo que ostentó desde 1966 a 1979, y posteriormente, fue el primero democráticamente tras el fallecimiento de Francisco Franco, cargo que ostentó desde 1979 a 1983.

## Biografía
Nace en 1916 de una familia de ideología política de izquierdas, su tío fue Manuel Muñoz Martínez, militar de profesión, y su tía, María Dolores Pérez Martín-Arroyo, la cual falleció fusilada el 30 de noviembre de 1942. Además su prima fue María Dolores Muñoz Pérez y sus abuelos paternos fueron Agustín Muñoz Rodríguez, el cual fue abogado, y su abuela, Mariana Martínez Garrillo.
Es investido alcalde en 1966, siendo elegido por las autoridades franquistas tras la riada que afecta a la localidad, cargo que renuncia hasta las municipales de 1979. En el mismo año es reelegido alcalde por el partido independiente, continuando hasta 1983, cuando el Partido Socialista Obrero Español ganó las elecciones, entrando Sebastián Saucedo Moreno en el consistorio chiclanero, llegando Agustín Herrero Muñoz a ser concejal en el Ayuntamiento de Chiclana desde 1995 a 1996.
En su etapa como alcalde se inauguró el Puente Nuestra Señora de los Remedios, acto que ocurrió el 29 de octubre de 1969.
Agustín Herrero falleció el 19 de enero de 1996 en su ciudad natal, siendo un alcalde muy recordado tras la época de la dictadura franquista y en la democracia. Siendo el único regidor que no fue del Partido Popular ni del Partido Socialista Obrero Español en la localidad chiclanera.